# Hydrotaea
Hydrotaea är ett släkte av tvåvingar. Hydrotaea ingår i familjen husflugor.

## Bildgalleri

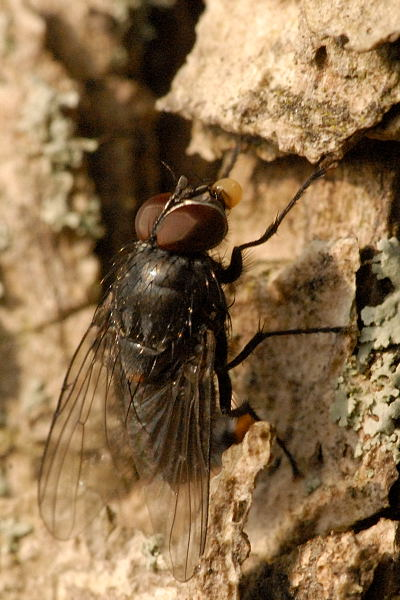
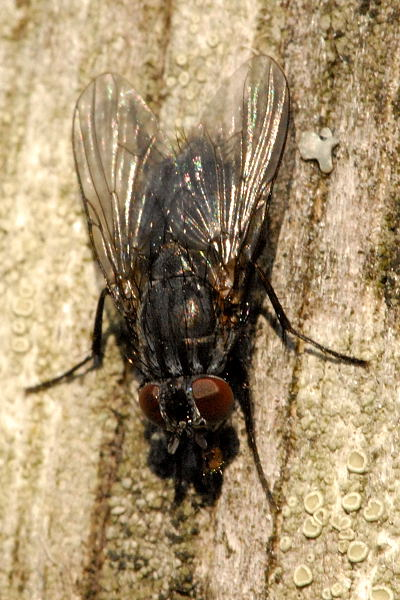
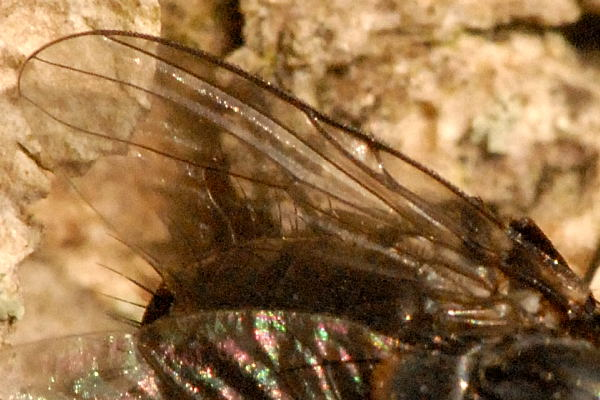
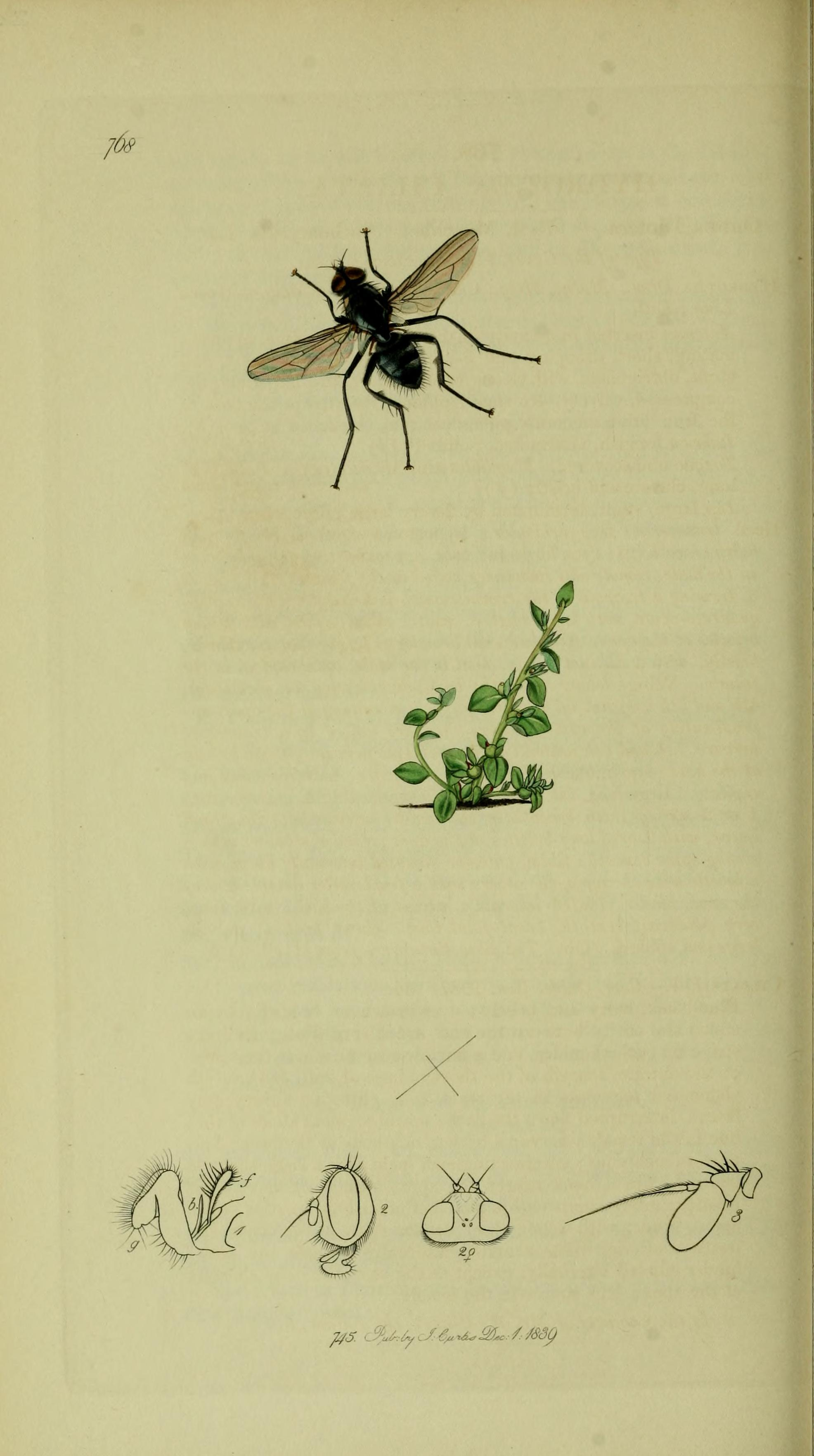
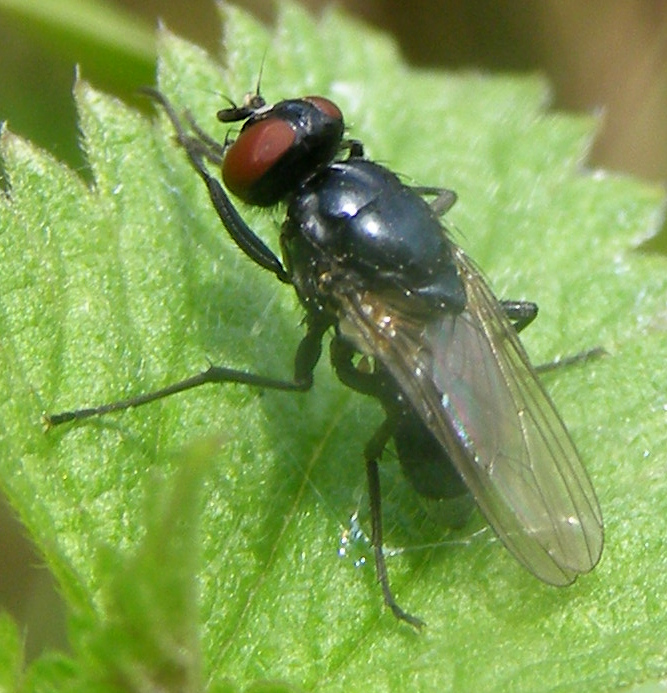
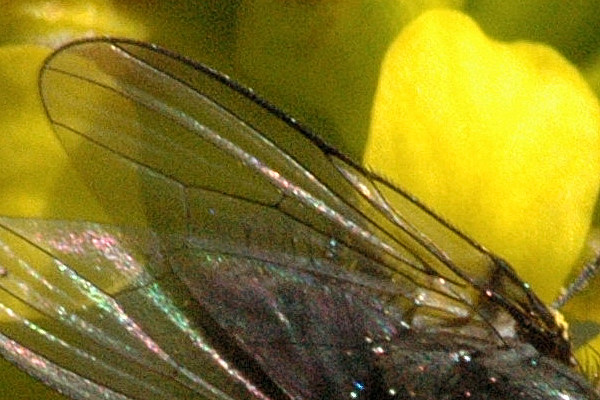

## Dottertaxa tillHydrotaea, i alfabetisk ordning[1][2]
- Hydrotaea abyssinica
- Hydrotaea acuta
- Hydrotaea aenescens
- Hydrotaea affinis
- Hydrotaea affinoides
- Hydrotaea albipuncta
- Hydrotaea annapurnana
- Hydrotaea anxia
- Hydrotaea armipes
- Hydrotaea arnaudi
- Hydrotaea atrisquama
- Hydrotaea australis
- Hydrotaea azuminensis
- Hydrotaea basdeni
- Hydrotaea bella
- Hydrotaea bicolor
- Hydrotaea bidentipes
- Hydrotaea bimaculoides
- Hydrotaea bistoichas
- Hydrotaea borussica
- Hydrotaea calcarata
- Hydrotaea capensis
- Hydrotaea chalcogaster
- Hydrotaea changbaiensis
- Hydrotaea cilifemorata
- Hydrotaea cilitibia
- Hydrotaea cinerea
- Hydrotaea compositispina
- Hydrotaea cressoni
- Hydrotaea cristata
- Hydrotaea cyaneiventris
- Hydrotaea cyrtoneura
- Hydrotaea cyrtoneurina
- Hydrotaea daisetsuzana
- Hydrotaea dentipes
- Hydrotaea depressa
- Hydrotaea diabolus
- Hydrotaea dukouensis
- Hydrotaea edwardsiana
- Hydrotaea emdeni
- Hydrotaea exigua
- Hydrotaea fasciata
- Hydrotaea femorata
- Hydrotaea fimbripeda
- Hydrotaea floccosa
- Hydrotaea fuliginosa
- Hydrotaea fumifera
- Hydrotaea fuscocalyptrata
- Hydrotaea gandakiana
- Hydrotaea glabricula
- Hydrotaea harpagospinosa
- Hydrotaea hennigi
- Hydrotaea himalayensis
- Hydrotaea hirticeps
- Hydrotaea hirtipes
- Hydrotaea houghi
- Hydrotaea hsiai
- Hydrotaea ignava
- Hydrotaea incompta
- Hydrotaea irritans
- Hydrotaea iwasai
- Hydrotaea jacobsoni
- Hydrotaea jeanneli
- Hydrotaea kanoi
- Hydrotaea kashmirana
- Hydrotaea khumbuensis
- Hydrotaea kumagera
- Hydrotaea kurahashii
- Hydrotaea lalashanensis
- Hydrotaea lasiopa
- Hydrotaea lasiophthalma
- Hydrotaea lata
- Hydrotaea latitarsis
- Hydrotaea longiciliata
- Hydrotaea longiseta
- Hydrotaea longitarsis
- Hydrotaea lundbecki
- Hydrotaea maculithorax
- Hydrotaea mai
- Hydrotaea malaisei
- Hydrotaea maquensis
- Hydrotaea meridionalis
- Hydrotaea meteorica
- Hydrotaea militaris
- Hydrotaea mimopilipes
- Hydrotaea monochaeta
- Hydrotaea multichaeta
- Hydrotaea multipilosa
- Hydrotaea naltarensis
- Hydrotaea narayanensis
- Hydrotaea nepalensis
- Hydrotaea nicholsoni
- Hydrotaea nidicola
- Hydrotaea nigribasis
- Hydrotaea nitidiventris
- Hydrotaea nubilicosta
- Hydrotaea nudispinosa
- Hydrotaea obscurifrons
- Hydrotaea obtusiseta
- Hydrotaea ochribasis
- Hydrotaea okazakii
- Hydrotaea ontakensis
- Hydrotaea palaestrica
- Hydrotaea pallicornis
- Hydrotaea palpata
- Hydrotaea pandellei
- Hydrotaea pardifemorata
- Hydrotaea parva
- Hydrotaea patersoni
- Hydrotaea pellucens
- Hydrotaea penicillata
- Hydrotaea pilipes
- Hydrotaea pilitibia
- Hydrotaea plumitibiata
- Hydrotaea polita
- Hydrotaea ponti
- Hydrotaea ringdahli
- Hydrotaea rostrata
- Hydrotaea rotundentis
- Hydrotaea scambus
- Hydrotaea silva
- Hydrotaea similis
- Hydrotaea spinifemora
- Hydrotaea spinifemorata
- Hydrotaea spinigena
- Hydrotaea spinosa
- Hydrotaea spinosus
- Hydrotaea subscamus
- Hydrotaea taiwanensis
- Hydrotaea tanzaniae
- Hydrotaea tersa
- Hydrotaea tigrifemorata
- Hydrotaea tuberculata
- Hydrotaea unidenticulatus
- Hydrotaea unispinosa
- Hydrotaea veluntina
- Hydrotaea velutina
- Hydrotaea vietnamensis
- Hydrotaea villosa
- Hydrotaea wittei
- Hydrotaea xinjiangensis
- Hydrotaea zao
- Hydrotaea zhaomenga